# Polynja
En polynja (russisk: полынья, tr. polynja) er et stort hul is havisen omkring polerne. Nogen polynjaer fryser til relativt hurtigt, mens andre kan eksistere i flere måneder. Tidligere har enkelte polynjaer, som polynjaen i Weddellhavet (1974–1976) varet i flere år.  Netop denne polynja dukkede desuden op igen i 2016 og 2017.
Ordet polynja er et låneord fra russisk полынья (polynja) og betyder "naturligt ishul". Ordet blev taget i brug af polarrejsende i 1800-tallet.

## Dannelse
Polynjaer kan dannes gennem to hovedprocesser: gennem konvektion af varmt vand til overfladen, eller ved at katabatiske vinde eller havstrømme tvinger drivisen væk.

## Økologi
I området mellem Grønland og Canada dannes der en polynja i Baffinbugten på samme sted og samme tidspunkt hvert år. Siden livet kan tilpasse sig denne regelmæssighed, gør denne typen polynjaer det muligt at overvintre for flere maritime pattedyr såsom hvalrossen, narhvalen og hvidhvalen. Om foråret kan plankton blomstre tidligt, hvilket giver næring til istorsk, som spiller en vigtig rolle i økosystemet. Det samme habitat er et vigtigt næringsområde for millioner af havfugle, blandt andet anslagsvis to tredjedele af verdens bestand af søkonger og polarlomvier.
Polynjaer i McMurdo-sundet i Antarktis giver pingviner isfrie områder, hvor de kan finde føde. Det er fx tilfældet for pingvinkolonien i Cape Royds.